# Revhäger
Revhäger (Egretta gularis) är en fågel i familjen hägrar inom ordningen pelikanfåglar.

## Utseende
Revhägern är en relativt liten häger, 55–65 centimeter lång, och liksom korallhäger (Egretta sacra) en häger med två färgmorfer, en skiffergrå med vit strupe och en vit. Dessa skiljer sig dock åt i kroppsbyggnad, där den senare har kortare och kraftigare ben och hals och med mindre tydlig vit strupe på den mörka färgmorfen. 
Den vita morfen är till förväxling lik silkeshäger (Egretta garzetta), men har längre, tjockare och något mer nedåtböjd näbb, medan benen är kortare och tjockare. Tygeln är grönaktig eller gulaktig till skillnad från silkeshägerns vanligtvis grå tygel.

## Läte
Lätena skiljer sig inte nämnvärt från silkeshägern.

## Utbredning och systematik
Revhäger delas in i två underarter med följande utbredning:
- Egretta gularis gularis – förekommer i kustnära områden från Västafrika till öar i Guineabukten och i Gabon
- Egretta gularis schistacea – förekommer i kustnära områden från Östafrika till Röda havet, Persiska viken och sydöstra Indien samt Sri Lanka

Arten är en mycket sällsynt gäst i Europa, med fynd i Spanien, Italien, Frankrike, Ungern, Grekland och Portugal.

### Släktskap
Kusthäger (Egretta dimorpha) hanteras ibland som underart till revhäger, alternativt underart till silkeshäger eller som egen art. Även revhäger har behandlats som en underart till silkeshäger, men dessa skiljer sig åt ekologiskt, något morfologiskt och åtminstone gularis häckar sympatriskt med silkeshäger.

## Ekologi
Revhägern är som namnet avslöjar kustbunden och ses huvudsakligen på klippiga och sandiga stränder och rev. Mer sällan ses den i flodmynningar, saltträsk, mangroveträsk och liknande ställen. I Indien påträffas den oftast vid leriga ställen och mycket fåtaligt på rent klippiga eller sandiga stränder. Fågeln har troligen mycket liknande föda som silkeshäger, det vill säga vattenlevande och landlevande insekter, kräftdjur och småfisk, men också amfibier, mollusker, spindlar, maskar, reptiler och även småfåglar.
Revhägern häckar till skillnad från silkeshägern oftast ensam eller i små kolonier med färre än 100 bon. Boet är tre decimeter brett och en till 1,5 decimeter högt och gjort av grenar, byggt av båda könen, ibland ovanpå ett gammalt bo. Det placeras på en klipphylla, på en buske, en klippa eller ett mangroveträd. Honan lägge ett till sju grönblå ägg som ruvas i 26–28 dagar av båda könen.

## Status och hot
Arten har ett stort utbredningsområde och en stor population med stabil utveckling. Utifrån dessa kriterier kategoriserar IUCN arten som livskraftig (LC).

## Bilder

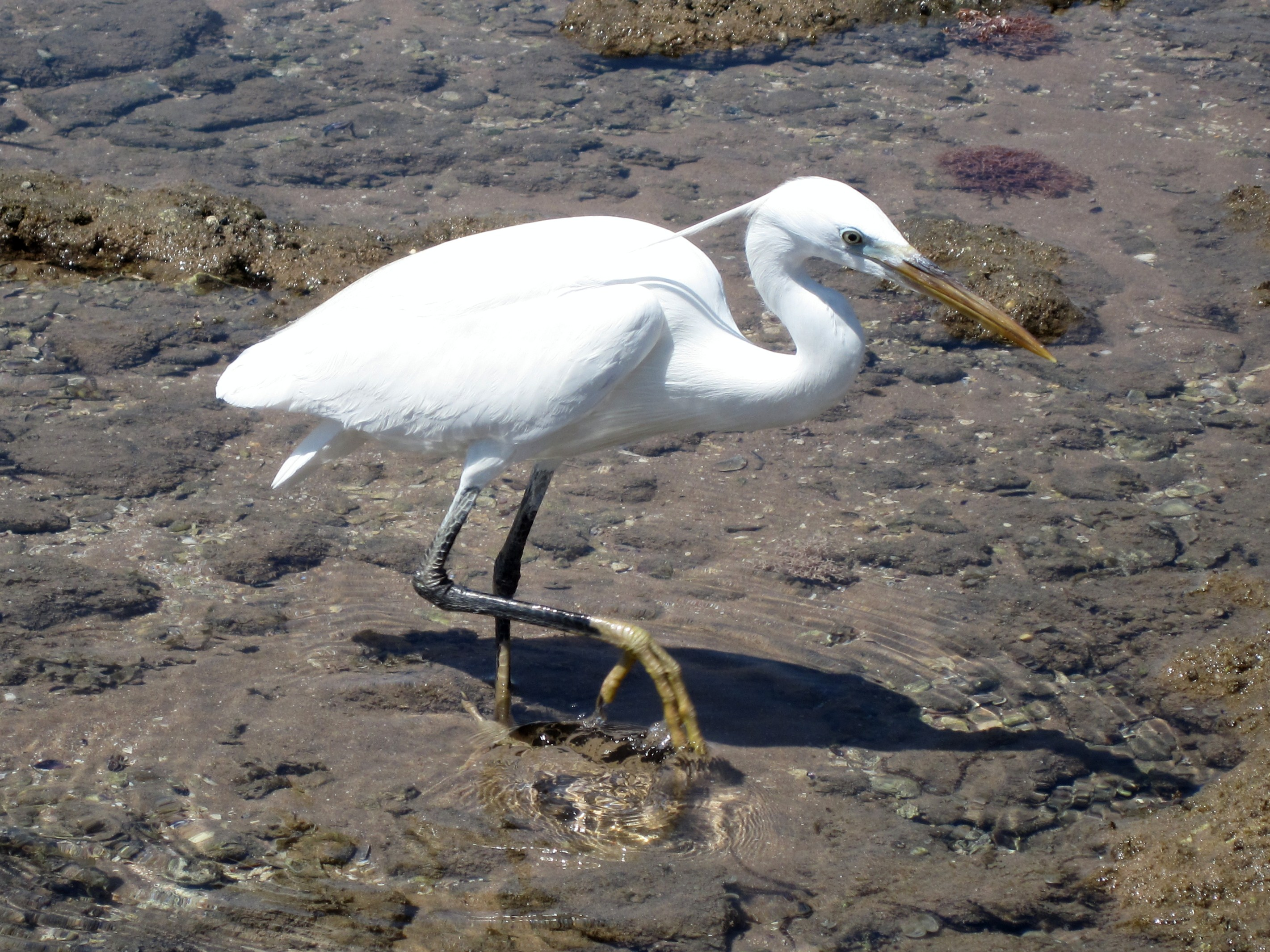
Vit morf, vid Röda havet
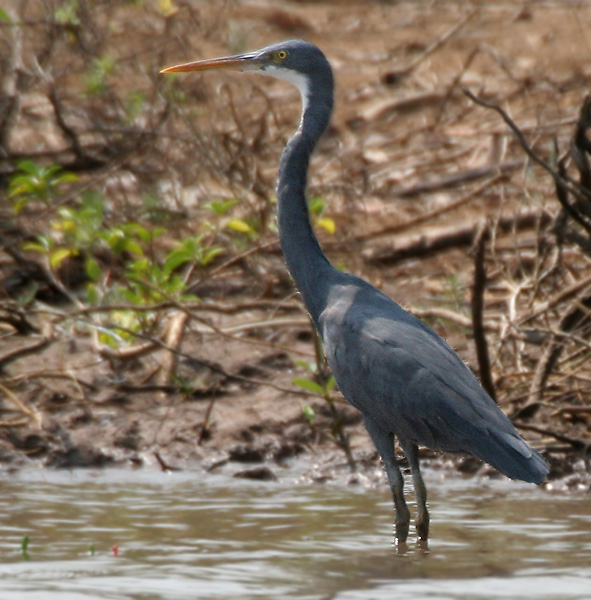
Mörk morf
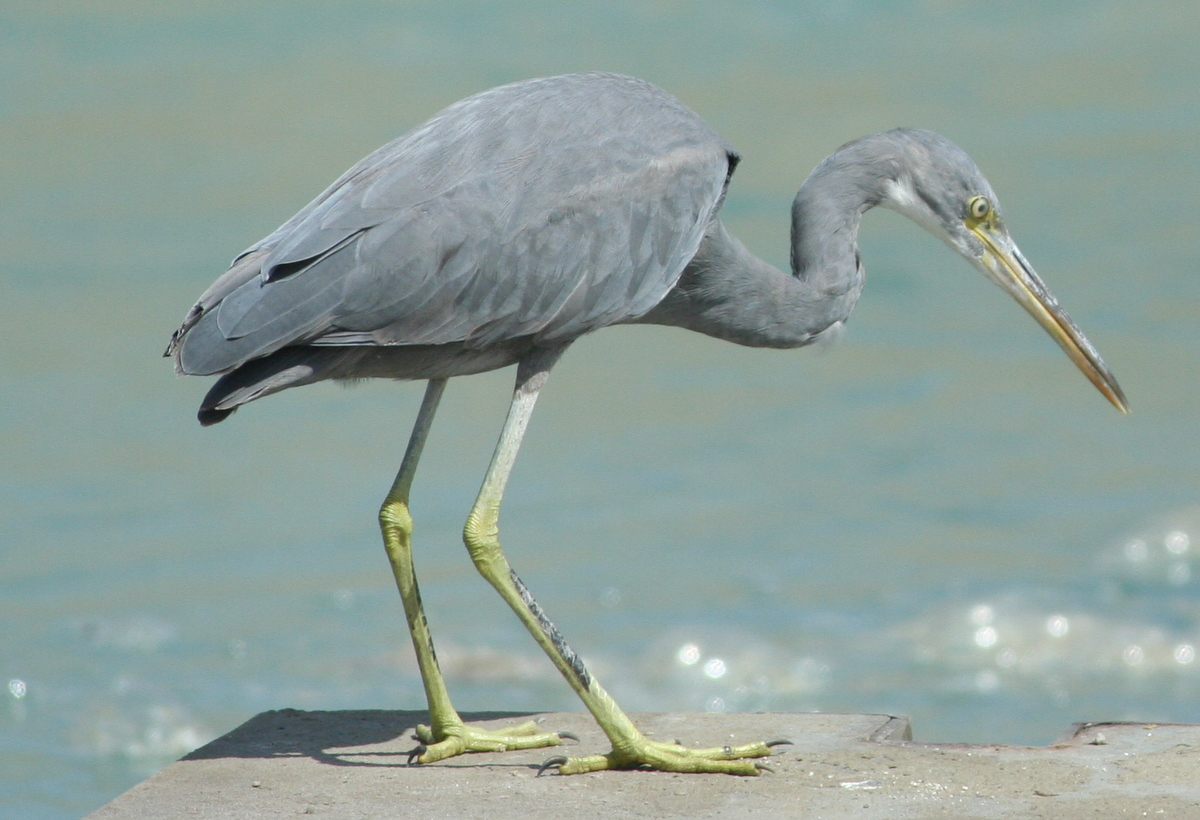
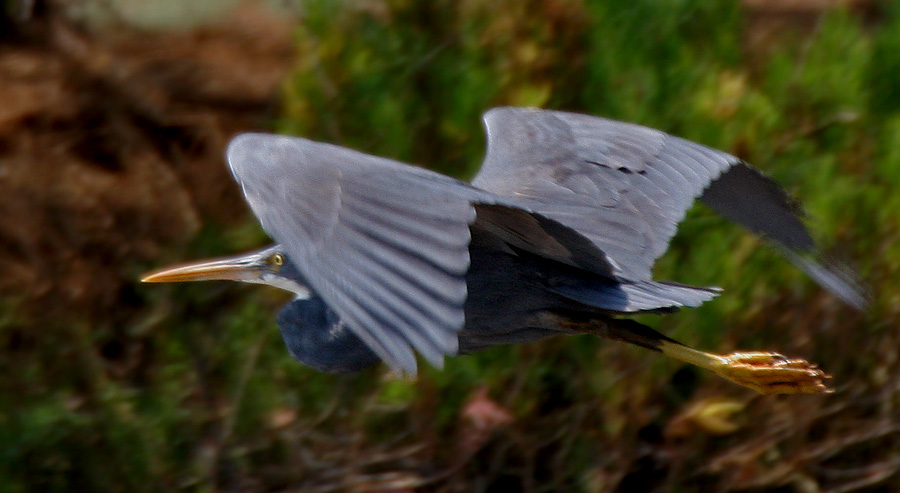
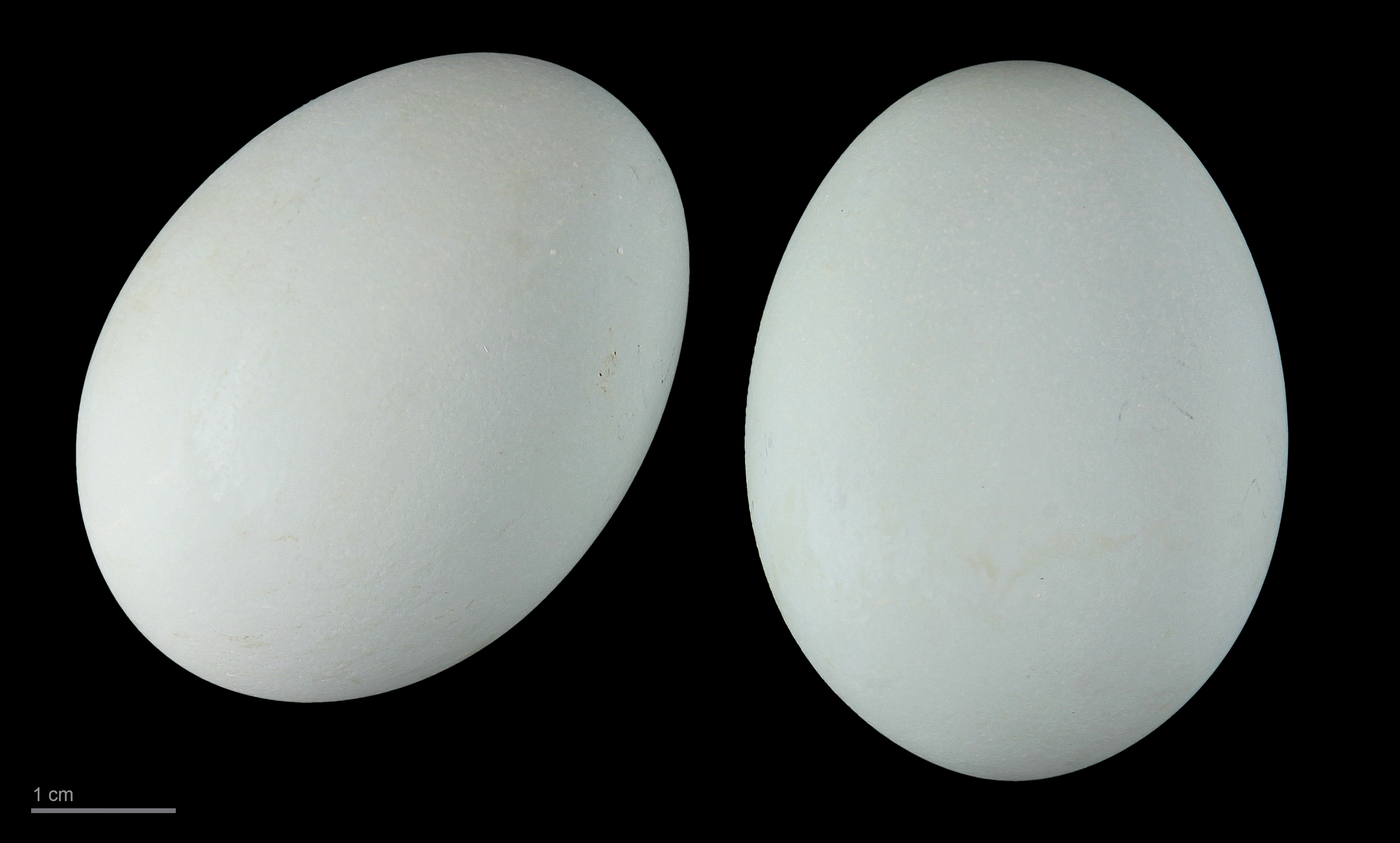
Museum specimen -